# Eddie McCalmon
Eddie Allison McCalmon (né le 30 mai 1902 à Varney, dans la province de l'Ontario au Canada - mort le 23 avril 1987 à Calgary, dans la province de l'Alberta au Canada) est un joueur professionnel canadien de hockey sur glace,.

## Statistiques
| Saison     | Équipe                  | Ligue      |    | Saison régulière | Saison régulière | Saison régulière | Saison régulière | Saison régulière |   | Séries éliminatoires | Séries éliminatoires | Séries éliminatoires | Séries éliminatoires | Séries éliminatoires |
| Saison     | Équipe                  | Ligue      | PJ | B                | A                | Pts              | Pun              | PJ               | B | A                    | Pts                  | Pun                  |                      |                      |
| 1927-1928  | Blackhawks de Chicago   | LNH        | 23 | 2                | 0                | 2                | 8                | -                | - | -                    | -                    | -                    |                      |                      |
| 1928-1929  | Oilers de Tulsa         | AHA        | 2  | 0                | 0                | 0                | 5                | -                | - | -                    | -                    | -                    |                      |                      |
| 1929-1930  | Millionaires de Toronto | LIH        | 0  | 6                | 3                | 9                | 16               | -                | - | -                    | -                    | -                    |                      |                      |
| 1930-1931  | Quakers de Philadelphie | LNH        | 16 | 3                | 0                | 3                | 6                | -                | - | -                    | -                    | -                    |                      |                      |
| Totaux LNH | Totaux LNH              | Totaux LNH | 39 | 5                | 0                | 5                | 14               | -                | - | -                    | -                    | -                    |                      |                      |